# Sauveterre-de-Béarn
Sauveterre-de-Béarn è un comune francese di 1 455 abitanti situato nel dipartimento dei Pirenei Atlantici nella regione della Nuova Aquitania. Fa inoltre parte della regione storica del Béarn.

## Società

### Evoluzione demografica
Abitanti censiti